# 嘉川站
嘉川站是位于四川省广元市旺苍县嘉川镇的一个铁路车站，邮政编码628205。车站建于1972年，有广巴铁路经过该站，现仅办货运业务，不办理客运业务。车站距离广元南站56公里，隶属成都铁路局，是四等站。